# 鷲頭長弘
鷲頭 長弘（わしず ながひろ）は、鎌倉時代末期から南北朝時代にかけての武将・守護大名。官位は従五位下・豊前守。

## 生涯
大内弘家の子として誕生。鷲頭氏の一族・禅恵尼の養子となる。鷲頭氏は大内盛房の三男・盛保が在地名である都濃郡鷲頭庄を取って鷲頭と称していたが、盛保の嫡男・親盛の死後は後継者が無く、親盛の娘・禅恵尼が養子として宗家から長弘を迎え、後継者とした。
元弘3年/正慶2年（1333年）に鎌倉幕府が滅亡し、建武の新政になると、幕府に味方した宗家の甥・弘幸にかわって後醍醐天皇から周防守護職に任ぜられた。建武の新政が崩壊すると、大内一族は足利尊氏に味方した。建武3年/延元元年（1336年）2月、北畠顕家に京都を奪われた尊氏に味方するため、長弘は東へ向けて出発する。2月7日には摂津国兵庫まで進み、大友貞宗、厚東武実と共に官軍の土居氏・得能氏らと戦う。
尊氏が再度敗北し九州に向かう際にも引き続き周防守護職に任ぜられた。周防守護職に任ぜられた長弘は、大内豊前権守や大内豊前権守入道と称し、大内氏の惣領として君臨した。
死後、周防守護職は次男・弘直が継ぐが、観応の擾乱の際に南朝方へ転じた大内弘世によって、鷲頭氏は大内宗家に従属を余儀無くされる。